# Give You What You Like
Give You What You Like è un singolo della cantautrice canadese Avril Lavigne, pubblicato come singolo promozionale nel corso del 2013. Confermato come singolo europeo e occidentale il 30 marzo 2014, considerando che Hello Kitty era stato scelto come singolo per il mercato asiatico, esso non ha avuto un'effettiva promozione a causa della malattia della cantante. La canzone è stata comunque estratta come quinto singolo dal quinto album in studio della cantante, l'omonimo Avril Lavigne, il 30 marzo 2015, diffusa però esclusivamente negli Stati Uniti.

## Video musicale
Il video ufficiale del brano è stato creato per promuovere, oltre all'album e alla canzone, il film avente tale canzone come sigla, Babysitter's Black Book.
I momenti si spostano da estratti di scene del film a Lavigne vestita di nero e a piedi nudi, in una stanza dove canta il brano circondata da una serie di candele accese.

## Classifiche
| Classifiche (2013) | Posizione massima |
| ------------------ | ----------------- |
| Corea del Sud      | 55                |